# OK食堂
「OK食堂」（おっけーしょくどう）は、ガッツ石松&ポカスカジャンのシングル。

## 概要
表題曲「OK食堂」は、作詞：もりちよこ、作曲：佐瀬寿一、歌：ガッツ石松&ポカスカジャン。2015年4月 - 5月に、NHKの音楽番組「みんなのうた」で放送された。
ふと食べに行きたくなるような、元気の出る食堂をテーマに、料理の名前などの駄洒落を交えながら歌った楽曲。タイトルの「OK食堂」も、ガッツ石松のギャグ「OK牧場」から取ったもの。ガッツ石松とポカスカジャンはいずれも「みんなのうた」初出演。アニメーションには、ガッツとポカスカジャンをモデルにしたゴリラ風の店員が登場する。
1年弱後の2016年3月には、『みんなのうたお楽しみ枠』限定で再放送される。

## 収録曲
1. OK食堂
作詞：もりちよこ、作曲・編曲：佐瀬寿一
2. かきのたね
作詞：もりちよこ、作曲：佐瀬寿一、編曲：渡邊理
3. OK食堂 (オリジナル・カラオケ)
4. かきのたね (オリジナル・カラオケ)
5. OK食堂 (オンエア・バージョン)